# De Bedenkers
De Bedenkers is een Vlaamse productie van de televisiezender één, in samenwerking met Flanders DC. De presentatie wordt verzorgd door Bart Peeters en Sofie Van Moll, die met dit programma haar debuut op één maakte in het eerste seizoen.
In het programma komen mensen met hun uitvindingen aan bod, die 3 minuten de tijd krijgen om het te presenteren voor een vakkundige jury. De vakjury heeft na de voorrondes een maand de tijd om al de geselecteerde ideeën verder te evalueren en te onderzoeken. Men gaat tussen deze uitvindingen op zoek naar de beste. Degene die wint, krijgt een prijs van 25.000 euro. Het programma is te vergelijken met Het Beste Idee van Nederland.

## Het spel
Het spel bestaat uit vijf provinciale voorrondes, vijf halve finales en één finale.

## Seizoen 1 (2007)

### De voorrondes
- De eerste voorronde was in Leuven, in het gebouw van Telindus, en vond plaats op 18 februari 2007.
- De tweede voorronde was in Gent in de stedelijke concertzaal op 25 februari.
- De derde voorronde was in het Vlaams Administratief Centrum in Hasselt. Dat was op zondag 4 maart.
- De vierde en voorlaatste voorronde vond plaats in de Plantijn Hogeschool in Antwerpen op zondag 11 maart.
- De laatste was in Koksijde in het stadhuis op 25 maart 2007.

### Eliminatieronde
Na de voorrondes volgde een eliminatieronde. In deze eliminatieronde werd de groep van 100 ideeën afgezwakt tot 25. Onder andere al uitgebrachte ideeën en ideeën waar de jury van wist dat ze niet sterk genoeg waren, werden geëlimineerd.

### Halve finales
Na de eliminatieronde volgt de halve finale. In deze ronde worden uit de 25 uitvinders 5 finalisten geselecteerd. Iedere aflevering mogen ze hun ondertussen al geëvolueerde uitvinding opnieuw komen demonstreren en verdedigen.
- eerste finalist: de Stick It van Philippe Schiettecatte en Carl De Rooster
- tweede finalist: de Veilige Ladder van Marc Missotten
- derde finalist: de Speculaaspasta van Els Scheppers (zie het artikel Speculaaspasta over de impact van dit programma)
- vierde finalist: de Pression-X van Joy Luts
- vijfde finalist: de Onderbroek-aantrekhulp van Pierre Van den Broeck

### Finale
De vijf finalisten mogen een laatste keer hun product voorstellen en het kijkend publiek overtuigen om voor hen te stemmen.
- eerste plaats: de Onderbroek-aantrekhulp van Pierre Van den Broeck
- tweede plaats: de Veilige Ladder van Marc Missotten
- derde plaats: de Stick It van Philippe Schiettecatte en Carl De Rooster

## Seizoen 2 (2008)

### De voorrondes
De voorrondes vinden plaats in de studio's van het VRT-gebouw in Brussel, en niet meer op locatie, zoals in het eerste seizoen.

### Finale
De vier finalisten mogen een laatste keer hun product voorstellen en het kijkend publiek overtuigen om voor hen te stemmen.
- eerste plaats: het Papiermaatje van Sonia Wyllinck
- tweede plaats: het Anti-Whiplash System van Michael Schotte
- derde plaats: de Close 2 van Dirk Rosiers, Gaspar Cornette en Nico Mattan
- vierde plaats: de C'Rush van Stefaan Eeckeloo, Floris Provoost en Tim Verplanken

## Jury en presentatie
De ideeën worden beoordeeld door een jury.

### Seizoen 1
De jury bestond in het eerste seizoen uit Axel Enthoven (stichter van Enthoven Associates en o.a. ontwerper van de Brusselse metro), Marc Coucke (stichter en afgevaardigd bestuurder van Omega Pharma, tevens de juryvoorzitter) en Els Raemdonck (strategisch directeur van LG&F.)

### Seizoen 2
De jury van het tweede seizoen bestaat uit Guillaume Van der Stighelen (medeoprichter van het reclamebureau Duval Guillaume), Saskia Schatteman, toenmalig marketing- en communicatiedirecteur van De Lijn (de juryvoorzitter) en ontwerper Axel Enthoven reeds in de jury van het eerste seizoen.